# Berlaar
Berlaar é um município da Bélgica localizado no distrito de Mechelen, província de Antuérpia, região da Flandres.